# Уизерспун, Дэйн
Ри́чард Дейн Уи́зерспун (англ. Richard Dane Witherspoon; 27 декабря 1957, Дентон, Техас, США — 29 марта 2014, Денвер, Колорадо, США) — американский актёр мыльных опер, наиболее известный по роли Джо Перкинса в «Санта-Барбаре».
Уизерспун родился в Дентоне, штат Техас, в семье богатого владельца нефтяной платформы. Он был женат на актрисе Робин Райт c 1986 по 1988 год. Они познакомились на съёмках сериала «Санта-Барбара», где играли влюблённых. Второй брак — также с актрисой Трэйси К. Шаффер (развод 31 марта 2011 года), в этом браке Уизерспун стал отцом двоих сыновей.
Уизерспун умер 29 марта 2014 года.

## Фильмография
| Год       |   | Русское название  | Оригинальное название | Роль               |
| --------- | - | ----------------- | --------------------- | ------------------ |
| 1981      | ф | Уолтоны           | The Waltons           | Клинт              |
| 1981      | ф | Восьми достаточно | Eight Is Enough       | Рик                |
| 1984      | ф | Санта-Барбара     | Santa Barbara         | Джо Перкинс        |
| 1985—1986 | с | Капитолий         | Capitol               | Тайлер МакКандлесс |
| 1989      | ф | Хамелеоны         | Chameleons            | доктор Прицкер     |
| 1992      | ф | Людское семя      | Seedpeople            | Брэд Йейтс         |
| 1997      | ф | Астероид          | Asteroid              | безумный человек   |